# Brunstorpsbadet
Brunstorpsbadet är ett tempererat utomhusbad med bassänger nära stranden av Vättern i stadsdelen Brunstorp i Huskvarna. Det ligger strax söder om den medeltida Varpa skans, som var en av Rumlaborgs två skansar. Brunstorps gård ligger ovanför Brunstorpsbadet på andra sidan av motorvägen E4.
Förutom en 50-meters simbassäng finns en undervisningsbassäng, en plaskbassäng och en vattenrutschkana med nedslagsbassäng.
Badet anlades på 1970-talet och var i slutet av 2010-talet slitet. Det var avstängt under badsäsongen 2017 för att laga en omfattande läcka.
Efter renovering öppnade det igen för badsäsongen 2018.